# Araucaria hunsteinii
Araucaria hunsteinii – gatunek drzewa iglastego z rodziny araukariowatych. Jest endemitem Papui-Nowej Gwinei. Osiągając 90 m wysokości, jest najwyższym gatunkiem z rodzaju araukaria i także najwyższym drzewem górskich lasów tropikalnych na Nowej Gwinei. Dostarcza cenionego drewna i na łatwiej dostępnych stanowiskach został już wyniszczony. Dlatego od połowy XX wieku uprawiany jest na plantacjach. Zagrożeniem dla gatunku są także pożary i wylesienia dokonywane dla rozszerzenia areału upraw.
Nazwa gatunkowa upamiętnia Carla Hunsteina (1843–1888), niemieckiego ornitologa i kolekcjonera roślin pracującego na Nowej Gwinei w latach 1878–1888.

## Rozmieszczenie geograficzne
Gatunek ma zasięg zajmujący ok. 2000 km², ograniczony do pasm górskich w Papui-Nowej Gwinei we wschodniej części Nowej Gwinei. Najwięcej znanych stanowisk gatunek ma w Górach Bismarka i Owena Stanleya. Pojedyncze stanowiska znane są na zachodzie z Gór Centralnych znad rzek Wamira i Tagari oraz z okolic osady Sattelburg na półwyspie Huon. Poza stanowiskami naturalnymi spotykany jest w uprawie na plantacjach, nie tylko w Papui-Nowej Gwinei, ale także w Malezji i na Portoryko.

## Morfologia

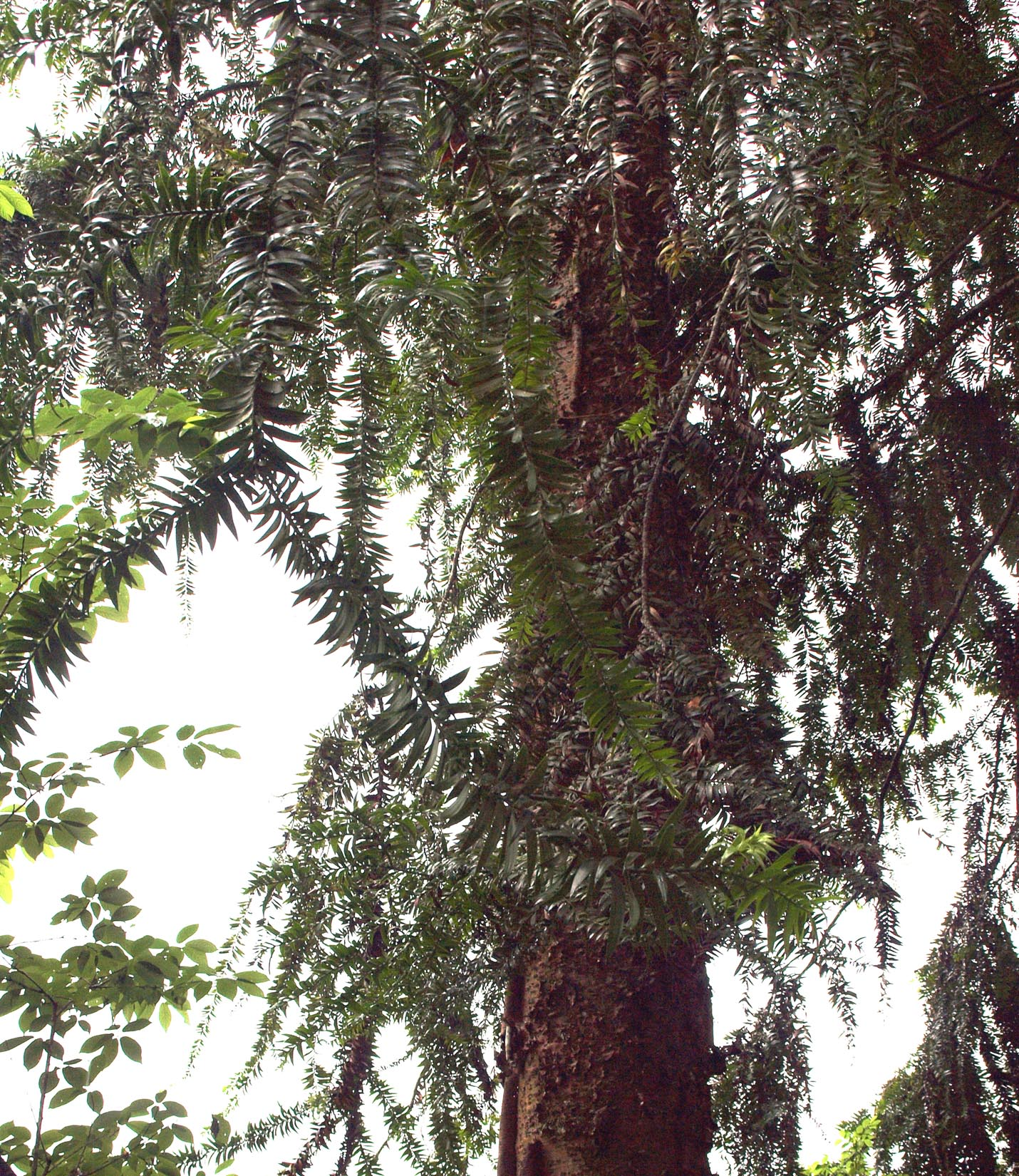

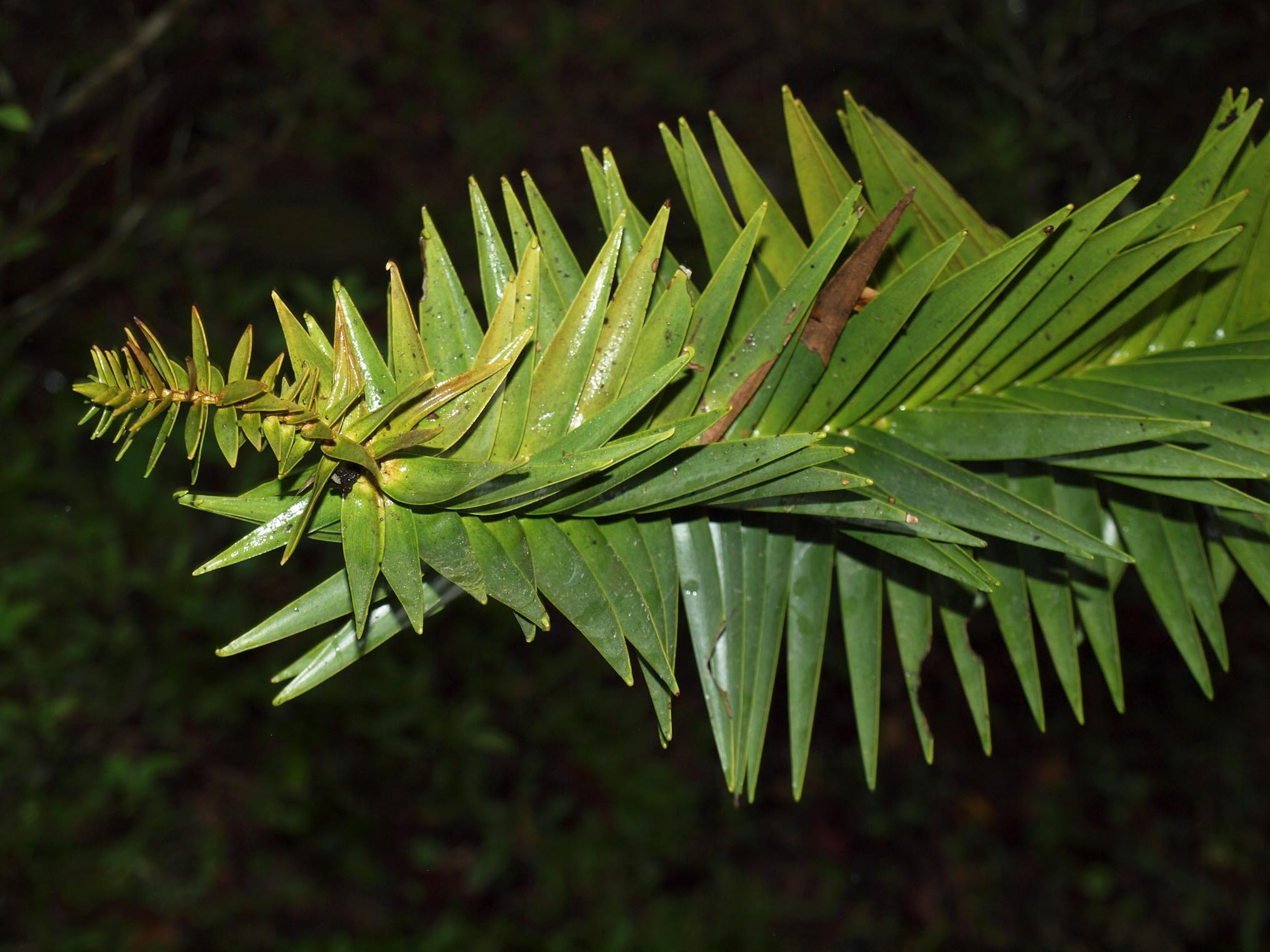
Liście

PokrójDrzewo osiągające do 90 m wysokości, z pniem o średnicy sięgającej 3 m, prostym, słabo zbieżystym. Kora na pniu gruba, szorstka, łuskowata, z wierzchu ciemnobrązowa i czarna, w spękaniach czerwonawa, łuszcząca się dużymi płatami. Korona starych drzew bardzo rozłożysta, od góry spłaszczona, z nielicznymi konarami wzdłuż pnia poniżej korony. Na młodych drzewach gałęzie wyrastają w okółkach po 6–8. Konary osiągają zwykle do 6 m długości, gałązki ulistnione skupione są na końcach pędów, z których wyrastają skierowane we wszystkich kierunkach lub zwisają, czasem tworząc miotlaste skupienia o długości do 50 cm.
LiścieMłodociane liście szydlaste. Dorosłe liście lancetowate do trójkątnych, osiągają długość 5–10 cm i szerokość 1–2 cm, na wierzchołku są zaostrzone. U nasady pędu są krótsze, na końcach dłuższe, odstają od pędów pod znacznym kątem, wyrastają w często wyraźnie widocznych 5 rzędach.
SzyszkiZawierające kwiaty męskie są siedzące lub krótkoszypułkowe, wyrastają w kątach liści skupione po 2–6. Mają kształt wąskowalcowaty, początkowo są wzniesione, w czasie kwitnienia wydłużają się i przewisają. Osiągają 11–22 cm długości, przy średnicy od 1 do 2,5 cm. Mikrosporofile odstają pod kątem 70° od osi szyszki, osadzone są na cienkim trzonku długości do 5 mm, ich blaszka jest wygięta, na brzegu ząbkowana, na szczycie zaostrzona. Rozwija się na nich po 8–10 woreczków pyłkowych (mikrosporangiów), prostych, równowąskich o długości ok. 6 mm. Szyszki z kwiatami żeńskimi wyrastają zwykle pojedynczo na krótkich, tęgich i ulistnionych szypułkach z kątów liści w pobliżu końców pędów. Mają kształt jajowaty do walcowatego, osiągają do 15–25 cm długości i 12–16 cm średnicy. Łuski wspierające tęgie, do 7–9 cm długości, z boków cienkie i błoniaste, ale w części szczytowej zgrubiałe, rombowate i wyciągnięte w krótkotrwały wierzchołek o długości do 1,5 cm. Łuski nasienne nieco tylko dłuższe od nasion i od nich węższe, z drobnym języczkiem osiągającym do 0,5 cm długości. Nasiona kształtu migdałowatego, osiągające ok. 3 cm długości i 0,8 cm szerokości, spłaszczone i gładkie.

## Biologia i ekologia
Gatunek występuje na terenach górskich zwykle między rzędnymi 750–1700 m n.p.m., rzadko notowany jest niżej do 550 m i wyżej, do 2100 m n.p.m. Zasiedla najczęściej doliny, na obszarach o opadach rocznych wynoszących od 800 do 4000 mm rocznie. Gleby na stanowiskach są zwykle mocno gliniaste, obojętne do kwaśnych.
Gatunek rośnie w tropikalnych lasach górskich, tworząc w nich lokalnie skupienia („drzewostany”), wyrastając znacznie ponad warstwę koron towarzyszących drzew okrytonasiennych. Najwyższe rozmiary (60–90 m) osiąga w lasach najbardziej wilgotnych, górując ponad innymi gatunkami, choć i drzewa liściaste osiągają w takich miejscach okazałe rozmiary. Towarzyszą mu najczęściej drzewa z gatunków: Elmerillia papuana, Flindersia amboinensis, F. pimenteliana, Pometia pinnata, Xanthophyllum papuanum oraz różne z rodzaju Acmena. W warstwie krzewów rosną: Cerbera floribunda, Cryptocarya, Dysoxylum, Gnetum gnemon, Litsea i muszkatołowiec Myristica. W miejscach suchszych warstwa koron drzew liściastych zwykle osiąga 15–25 m, a A. hunsteinii osiąga w takich warunkach siedliskowych do ok. 50 m. Towarzyszącymi drzewami są zwykle: tung molukański Aleurites moluccana, wiązowce Celtis, Heritiera, Macaranga, Pouteria luzonensis. Rosną tu też drzewa zrzucające liście: Garuga floribunda, Protium macgregorii, zatwar Sterculia i migdałecznik Terminalia.
Siewki tego gatunku mają dwa liścienie. Kiełkowanie jest epigeiczne.

## Zastosowanie
Gatunek eksploatowany jest jako źródło drewna zwanego Klinki pine (to także nazwa zwyczajowa gatunku w języku angielskim), wszechstronnie wykorzystywanego i cenionego, m.in. wytwarzano z niego konstrukcje szkieletowe samolotów. Po wyeksploatowaniu gatunku z łatwiej dostępnych lasów, od połowy XX wieku sadzony jest na plantacjach. Na Portoryko został introdukowany i sadzony jest w ramach kontrowersyjnego projektu KLINKIFIX, mającego na celu równoważenie emisji gazów cieplarnianych.

## Zagrożenia
Gatunek jest intensywnie eksploatowany dla drewna i na łatwiej dostępnych terenach jego stanowiska zostały zniszczone. Zachował się na rozproszonych stanowiskach w trudno dostępnych obszarach górskich. Zagrożony jest także postępującymi wylesieniami dokonywanymi dla rozszerzenia areału upraw i pożarami wywoływanymi w tym celu. Pożary stanowią rosnące zagrożenie wraz z coraz częściej powtarzającymi się okresami susz. Duże stanowisko gatunku w Parku Narodowym McAdam spłonęło w 1997, w tym też roku spłonęły plantacje tej araukarii w rejonie Bulolo.